# Diracova míra
Diracova míra, pojmenovaná po Paulovi Diracovi, je jednou z měr používaných v teorii míry. Pro měřitelný prostor daný množinou {\displaystyle X} a její σ-algebrou je definována pro pevně zvolený bod {\displaystyle x\in X} tak, že podmnožiny jej obsahující mají míru 1 a podmnožiny jej neobsahující mají míru 0. Formálně zapsáno:
{\displaystyle \delta _{x}(A):={\begin{cases}0,&x\not \in A,\\1,&x\in A,\end{cases}}} pro všechny {\displaystyle A\subseteq X}.
Takto definovaná míra se nazývá Diracova míra v bodě x.
Protože míra celého prostoru je rovna 1, jedna se o jednu z takzvaných pravděpodobnostních měr (a o σ-konečnou míru) a spolu s danou množinou tvoří takzvaný pravděpodobnostní prostor, na kterém je Diracovo rozdělení.
Název je odvozený od Diracovy delty.